# Crellomima imparidens
Crellomima imparidens är en svampdjursart som beskrevs av Rezvoj 1925. Crellomima imparidens ingår i släktet Crellomima och familjen Crellidae. Inga underarter finns listade i Catalogue of Life.